# Wilkowo Polskie (gromada)
Wilkowo Polskie – dawna gromada, czyli najmniejsza jednostka podziału terytorialnego Polskiej Rzeczypospolitej Ludowej w latach 1954–1972.
Gromady, z gromadzkimi radami narodowymi (GRN) jako organami władzy najniższego stopnia na wsi, funkcjonowały od reformy reorganizującej administrację wiejską przeprowadzonej jesienią 1954 do momentu ich zniesienia z dniem 1 stycznia 1973, tym samym wypierając organizację gminną w latach 1954–1972.
Gromadę Wilkowo Polskie z siedzibą GRN w Wilkowie Polskim utworzono – jako jedną z 8759 gromad na obszarze Polski – w powiecie kościańskim w woj. poznańskim, na mocy uchwały nr 26/54 WRN w Poznaniu z dnia 5 października 1954. W skład jednostki weszły obszary dotychczasowych gromad Bielawy i Wilkowo Polskie ze zniesionej gminy Śmigiel oraz obszar dotychczasowej gromady Śniaty ze zniesionej gminy Wielichowo w tymże powiecie. Dla gromady ustalono 16 członków gromadzkiej rady narodowej.
31 grudnia 1971 gromadę zniesiono, a jej obszar włączono do gromad: Śmigiel (miejscowość Bielawy) i Wielichowo (miejscowości Śniaty i Wilkowo Polskie) w tymże powiecie.